# Podkylava
Podkylava é um município da Eslováquia, situado no distrito de Myjava, na região de Trenčín. Tem 8,47 km² de área e sua população em 2018 foi estimada em 229 habitantes.

## Demografia
| Ano:        | 1994 | 2004    | 2014   | 2024   |
| ----------- | ---- | ------- | ------ | ------ |
| Broj ljudi: | 322  | 249     | 226    | 244    |
| Razlika:    |      | -22,67% | -9,23% | +7,96% |

| Ano:               | 2023 | 2024   |
| ------------------ | ---- | ------ |
| Número de pessoas: | 246  | 244    |
| Diferença:         |      | -0,81% |